# 2020年二十國集團利雅得峰會
2020年二十國集團利雅得峰會（英語：2020 G20 Riyadh summit）是20國集團第十五次高峰會，於2020年11月21日至11月22日通過視頻會議方式舉行。名義上的主辦國為沙烏地阿拉伯。11月22日，《二十国集团领导人利雅得峰会宣言》發佈。
因應2019冠状病毒病疫情蔓延全球，二十國集團於2020年3月26日召開特別峰會，各國領袖以視訊方式舉行會議。

## 與會領袖

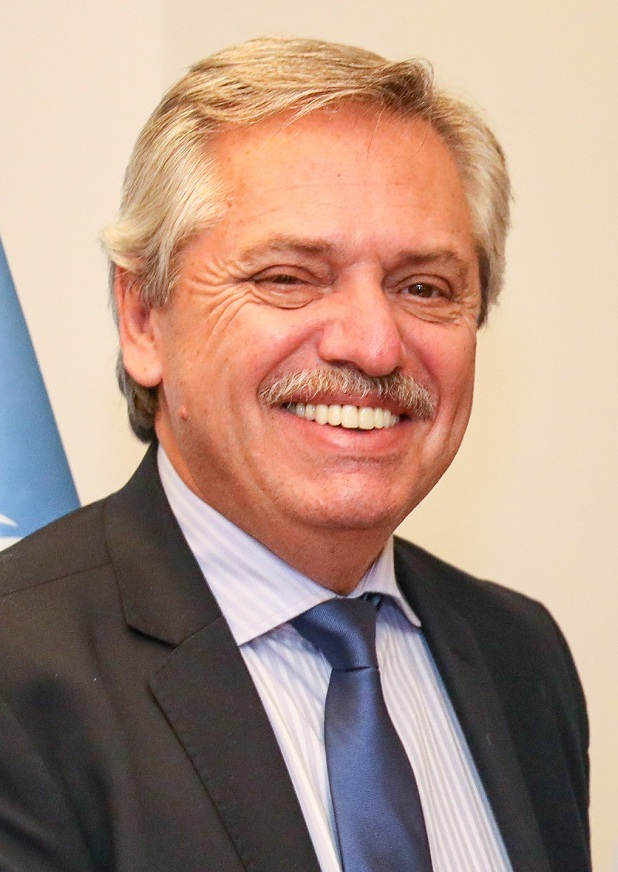
阿根廷 阿尔韦托·费尔南德斯
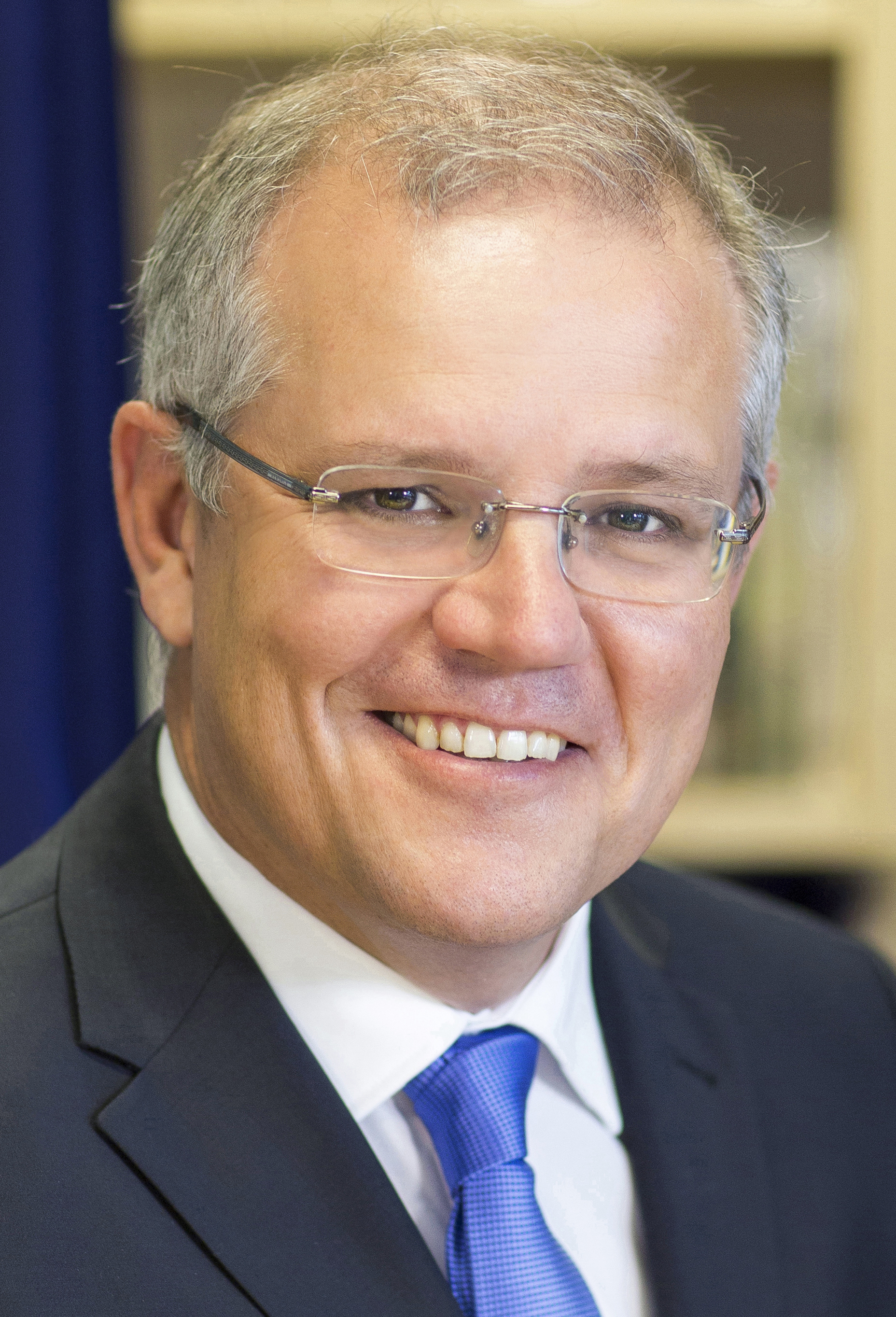
斯科特·莫里森
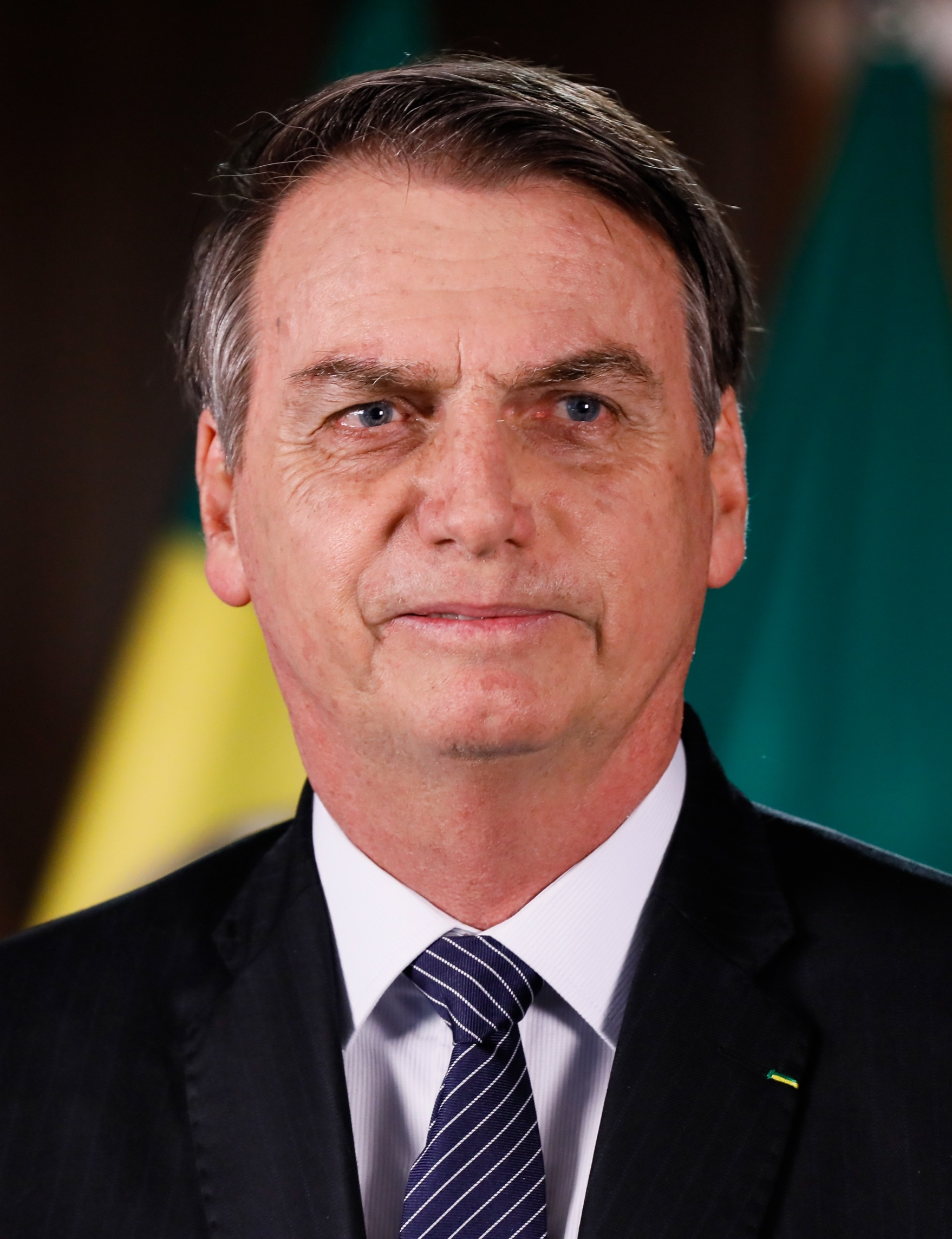
巴西 雅伊尔·博索纳罗
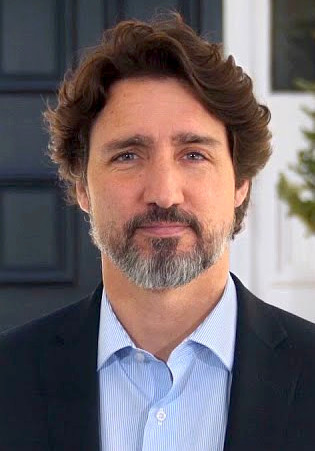
加拿大 賈斯汀·杜魯多
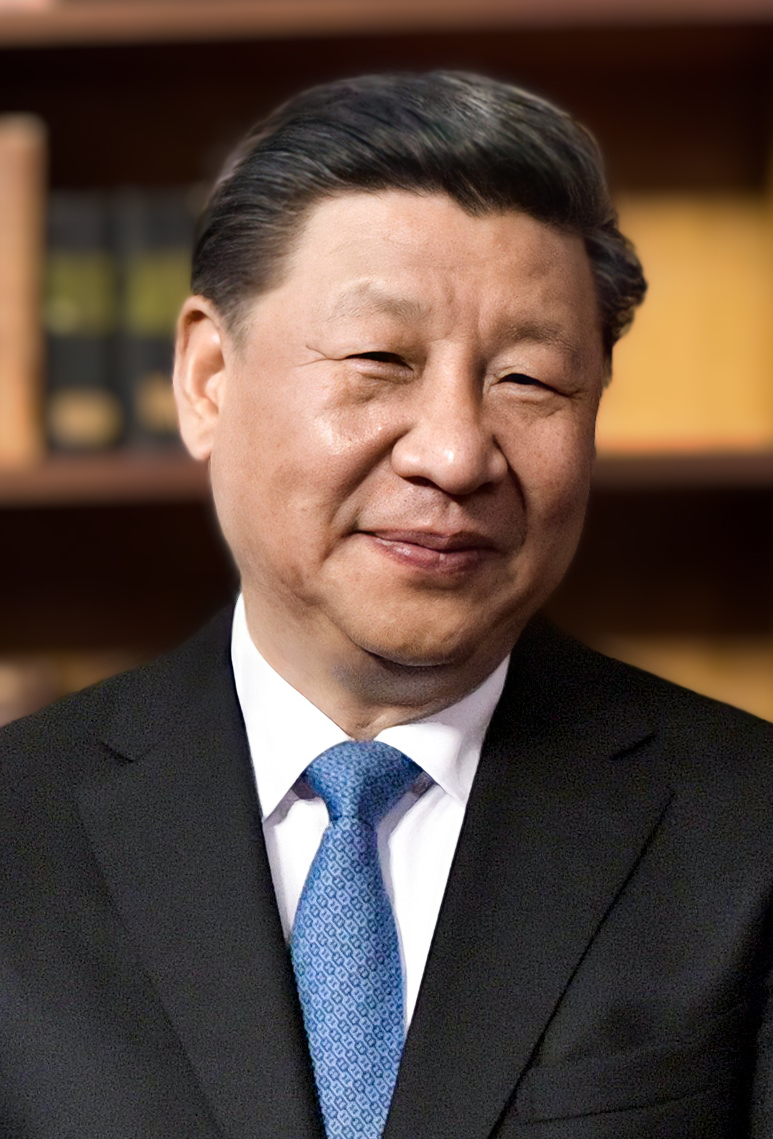
中国 习近平
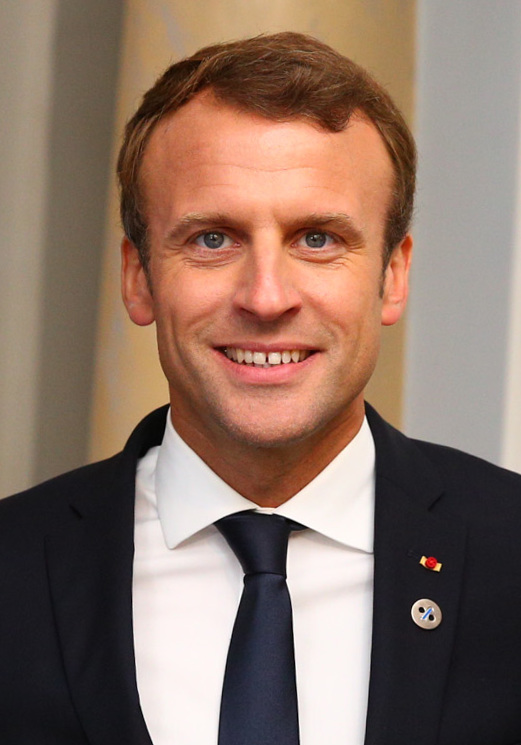
法國 埃马纽埃尔·马克龙
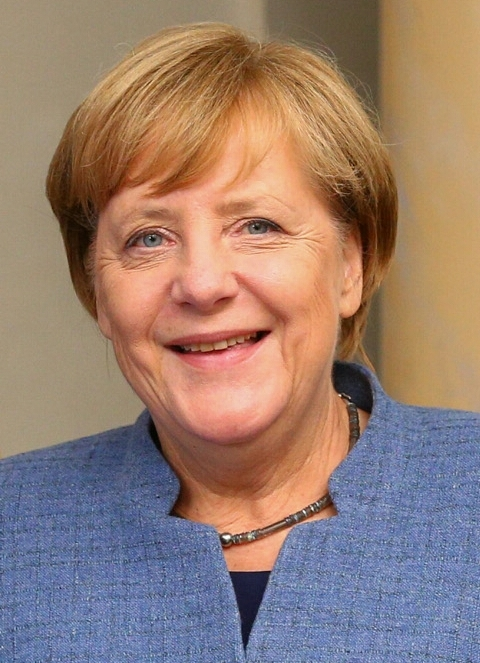
德国 安格拉·默克爾
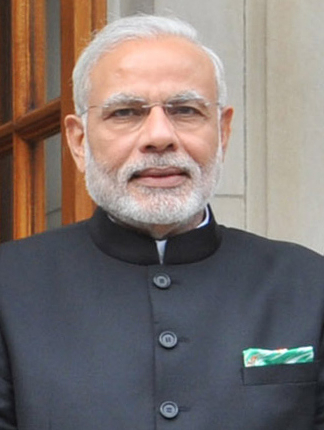
印度 纳伦德拉·莫迪
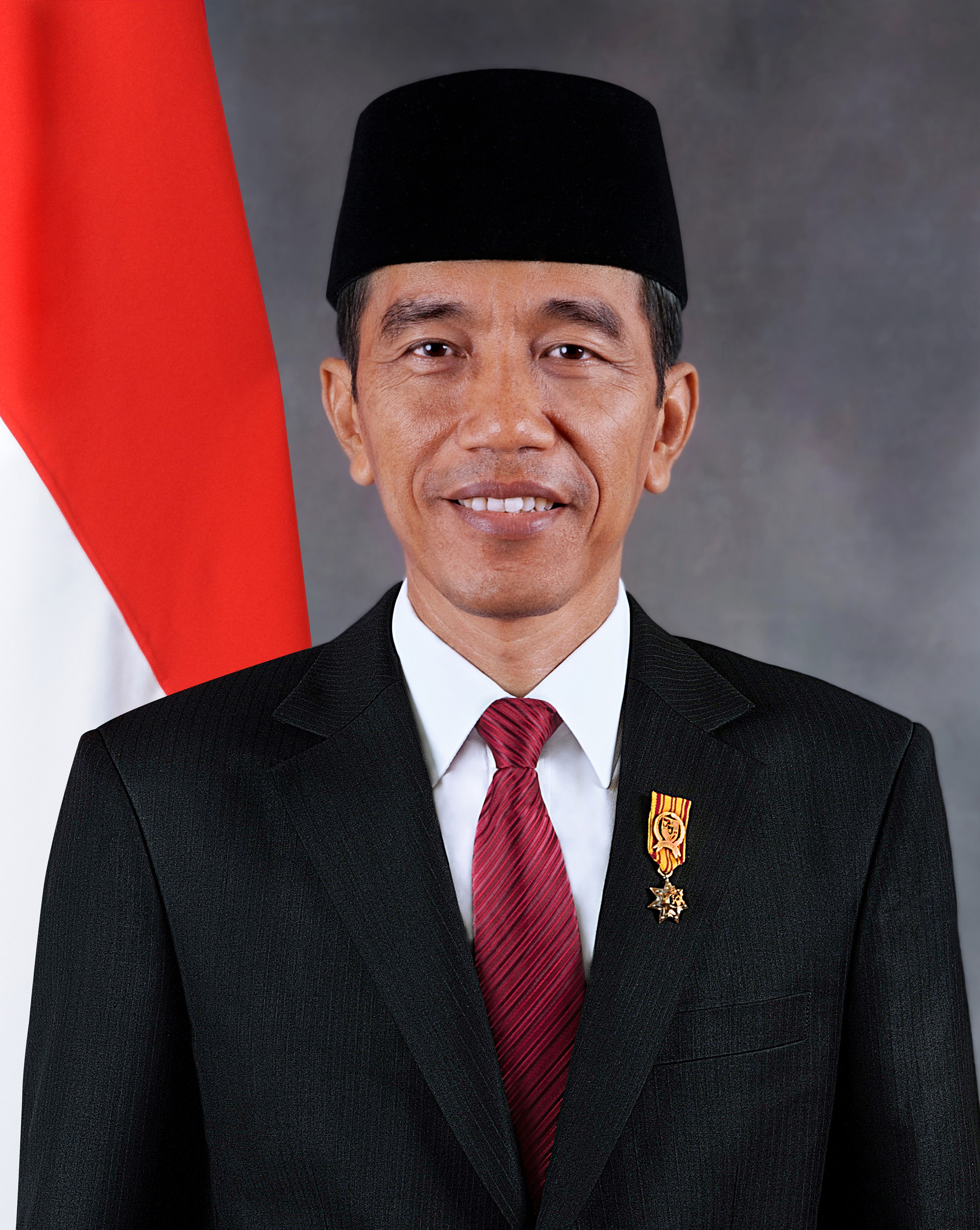
印度尼西亞 佐科·维多多
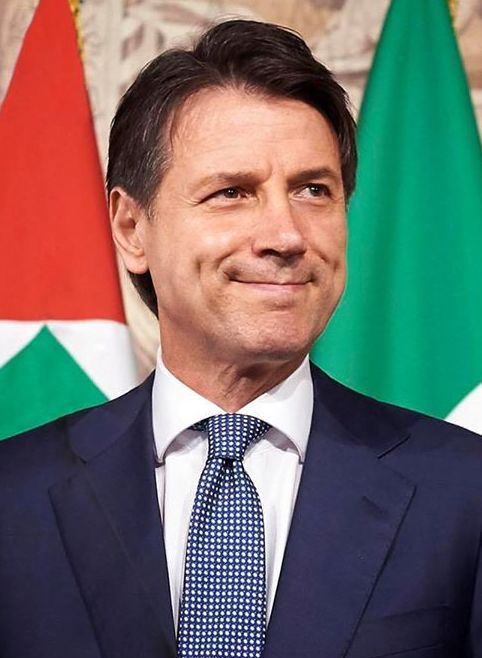
義大利 朱塞佩·康特
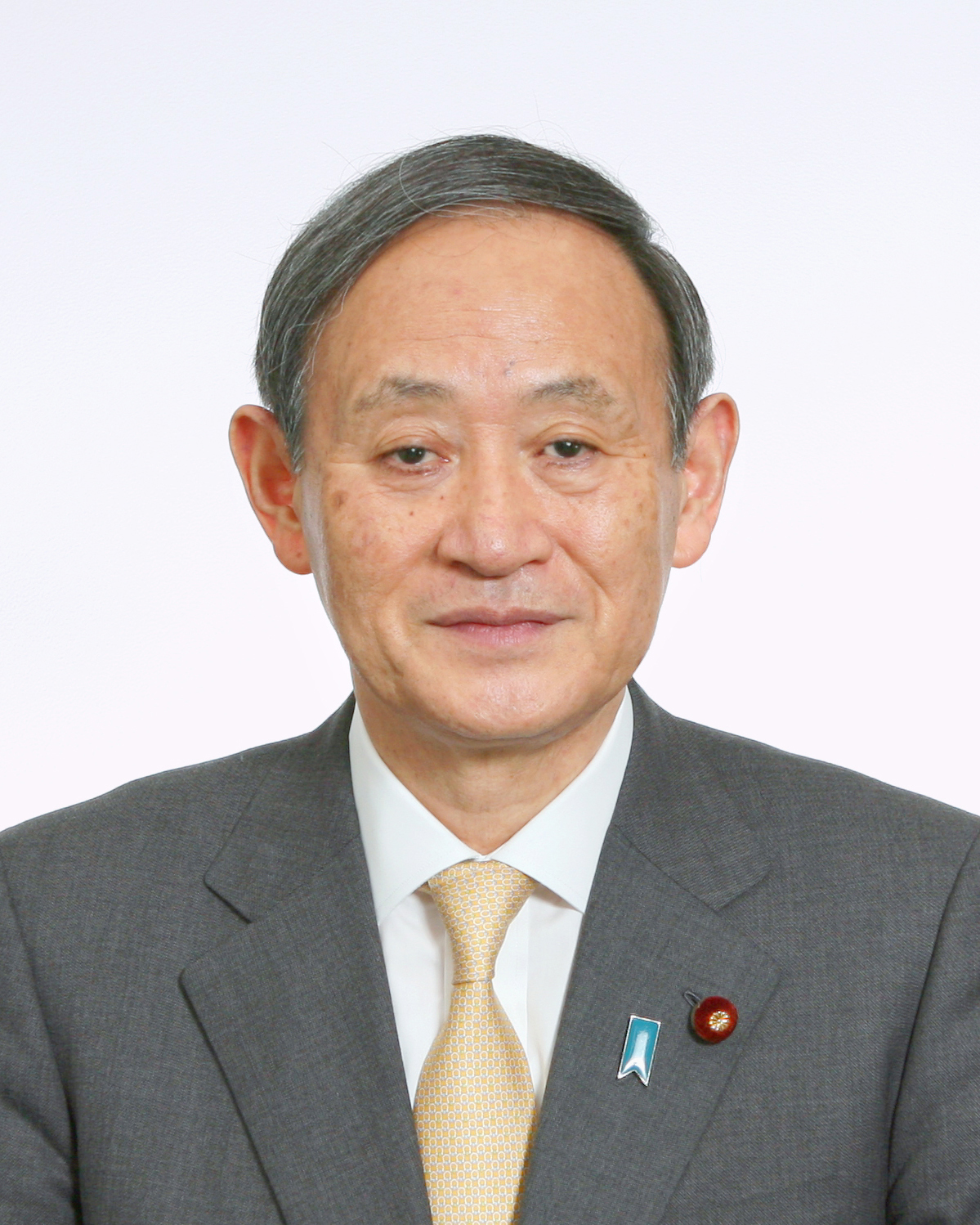
日本 菅义伟
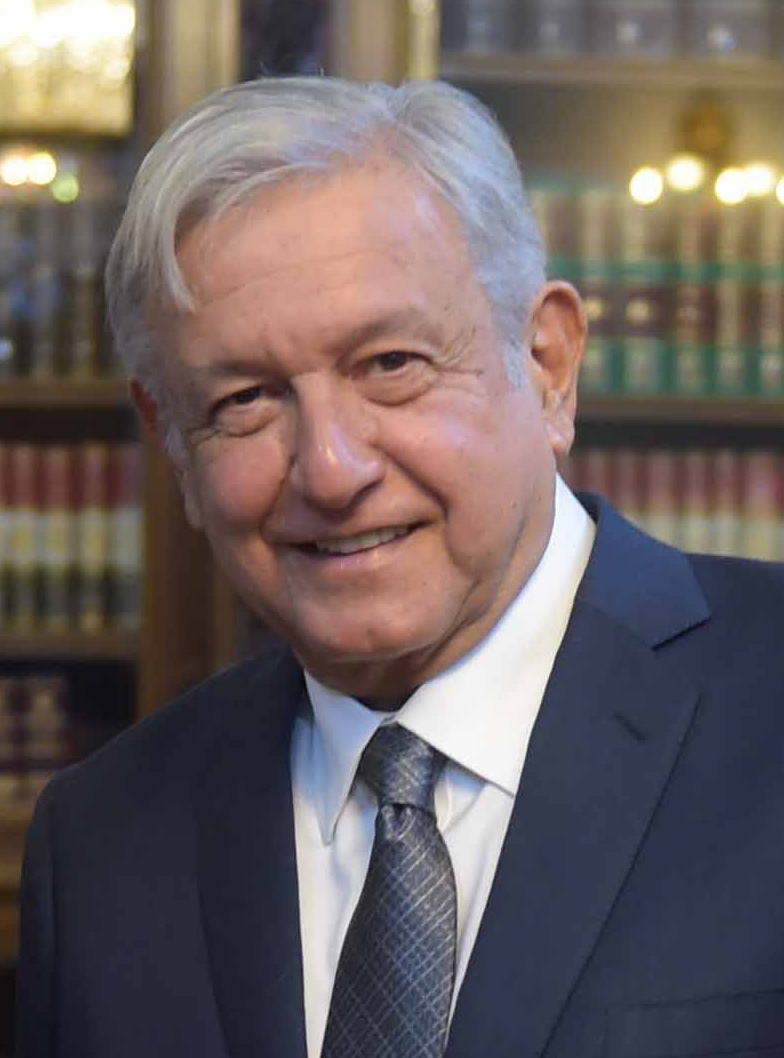
墨西哥 洛佩斯·奥夫拉多尔
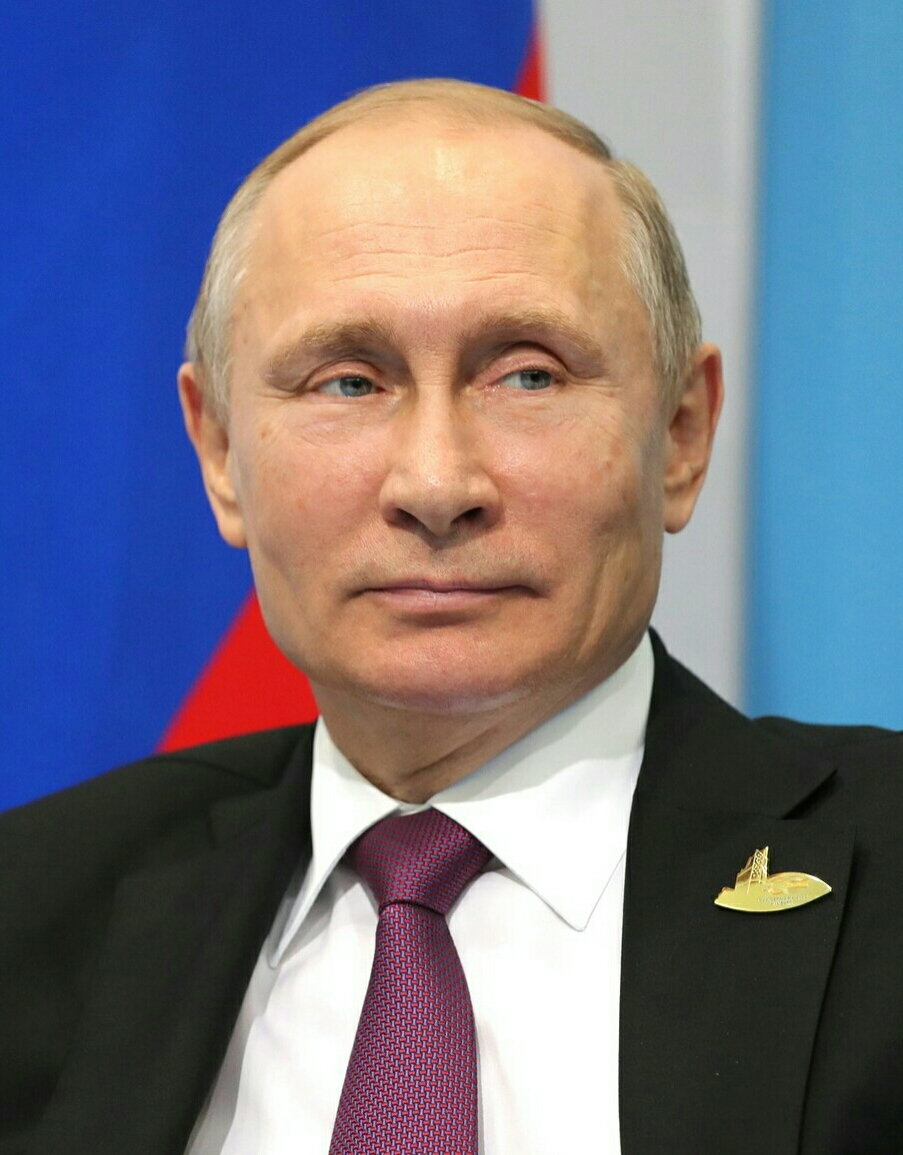
俄羅斯 弗拉基米尔·普京
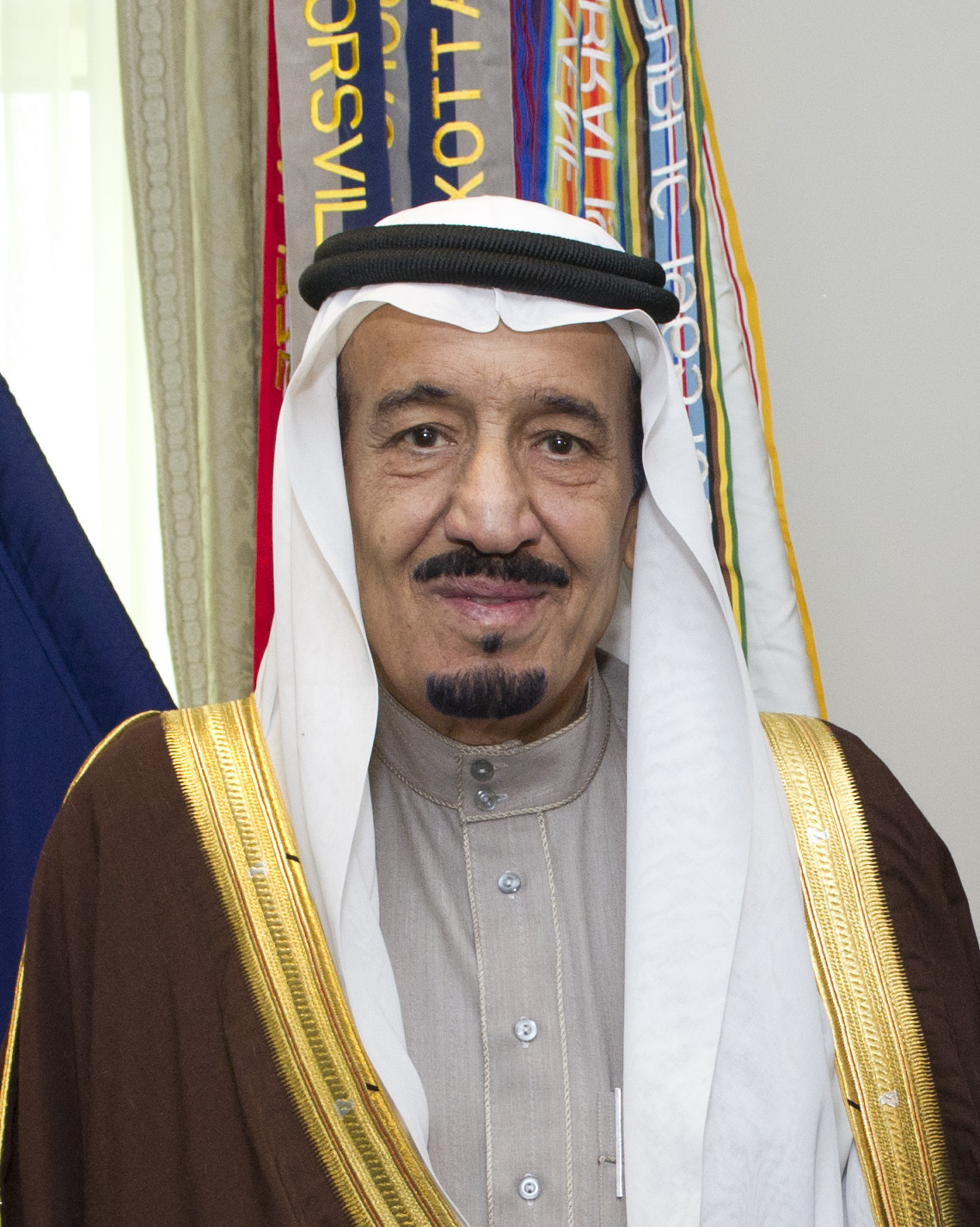
沙烏地阿拉伯（主辦國） 萨勒曼·本·阿卜杜勒-阿齐兹·阿勒沙特
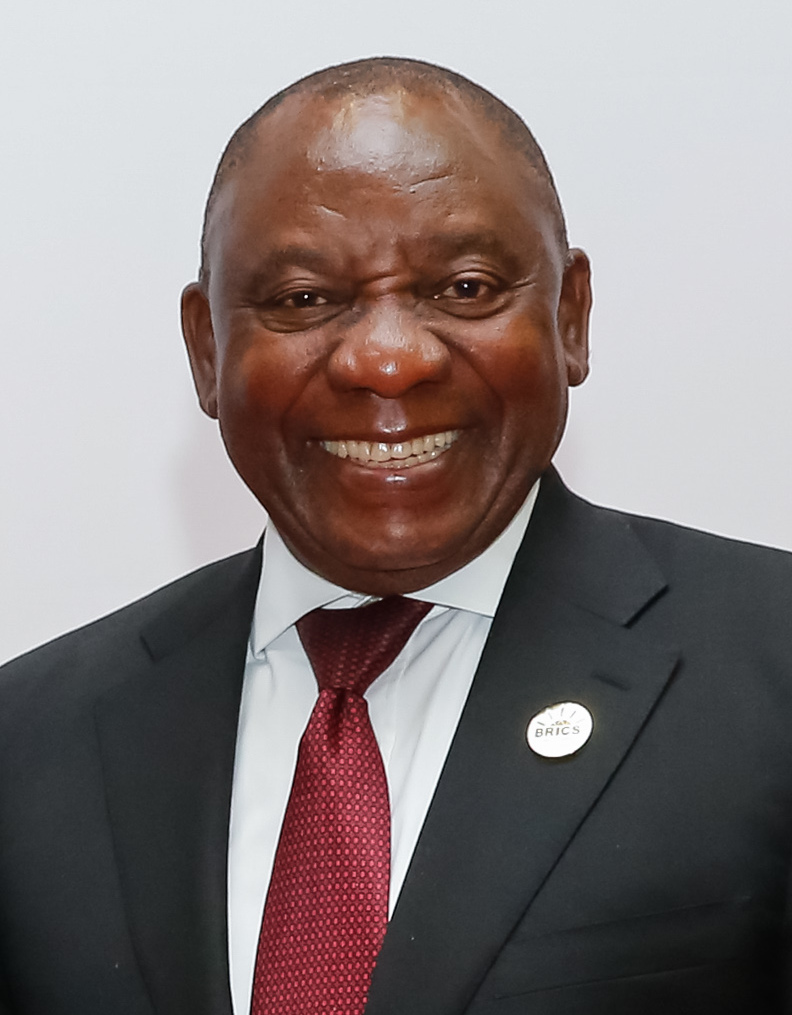
南非 西里爾·拉馬福薩
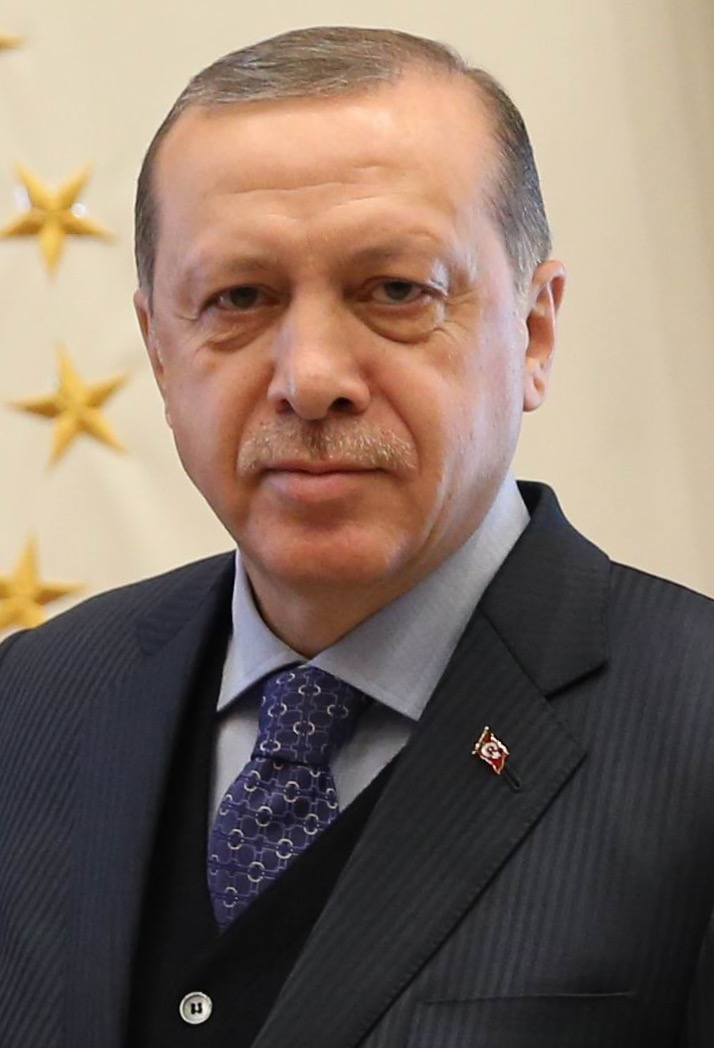
土耳其 雷杰普·塔伊普·埃尔多安
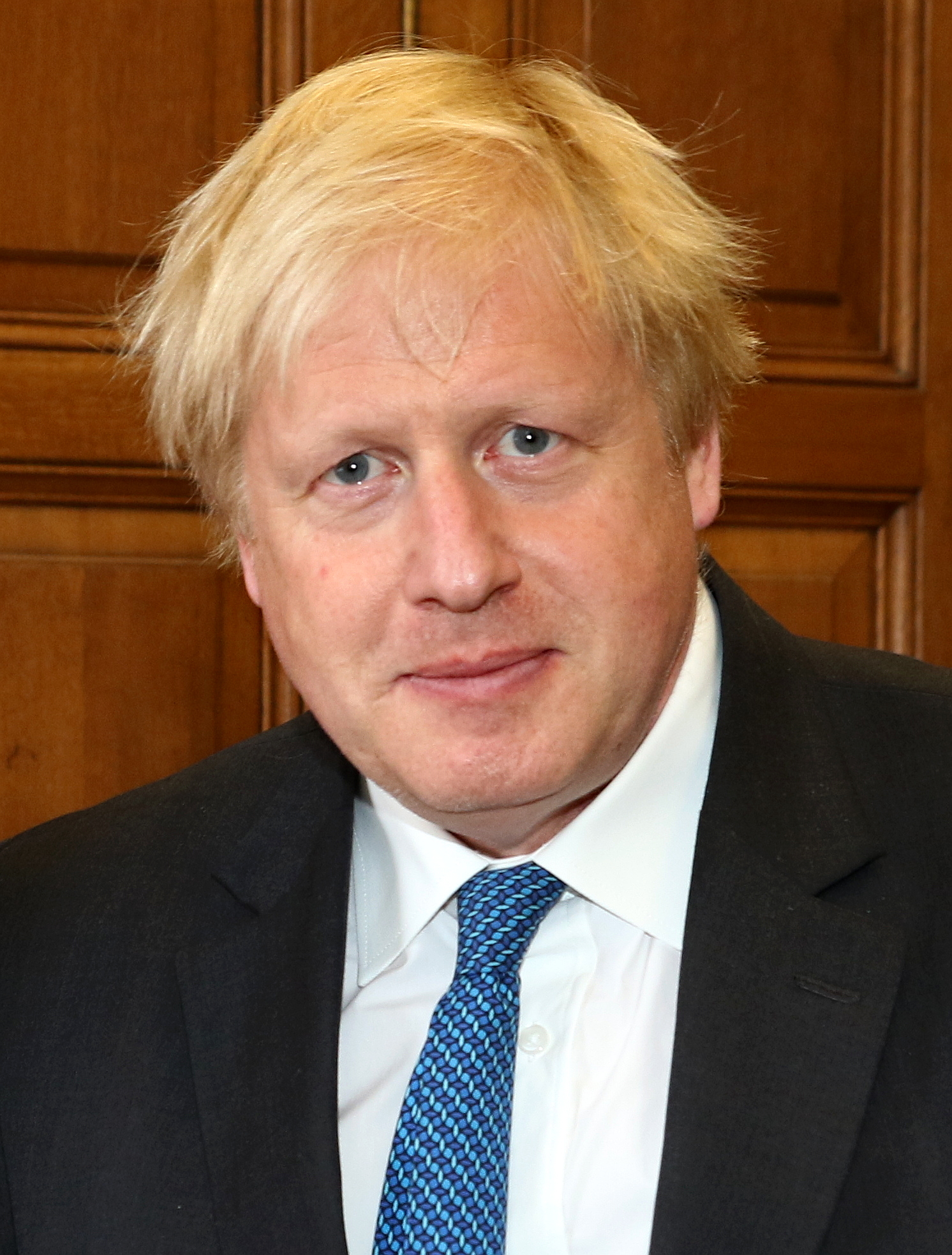
英国 鲍里斯·约翰逊
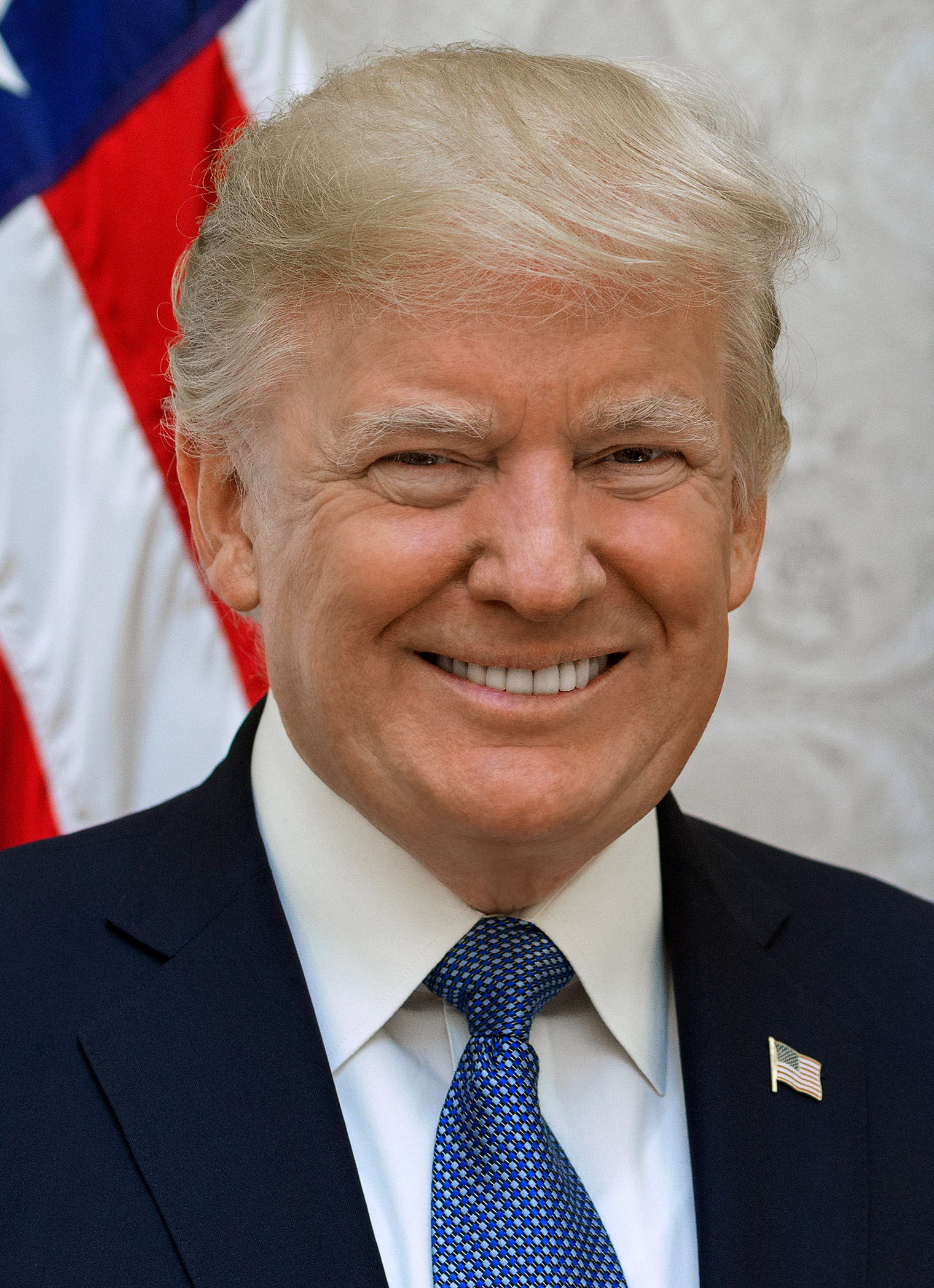
美国 唐纳德·特朗普
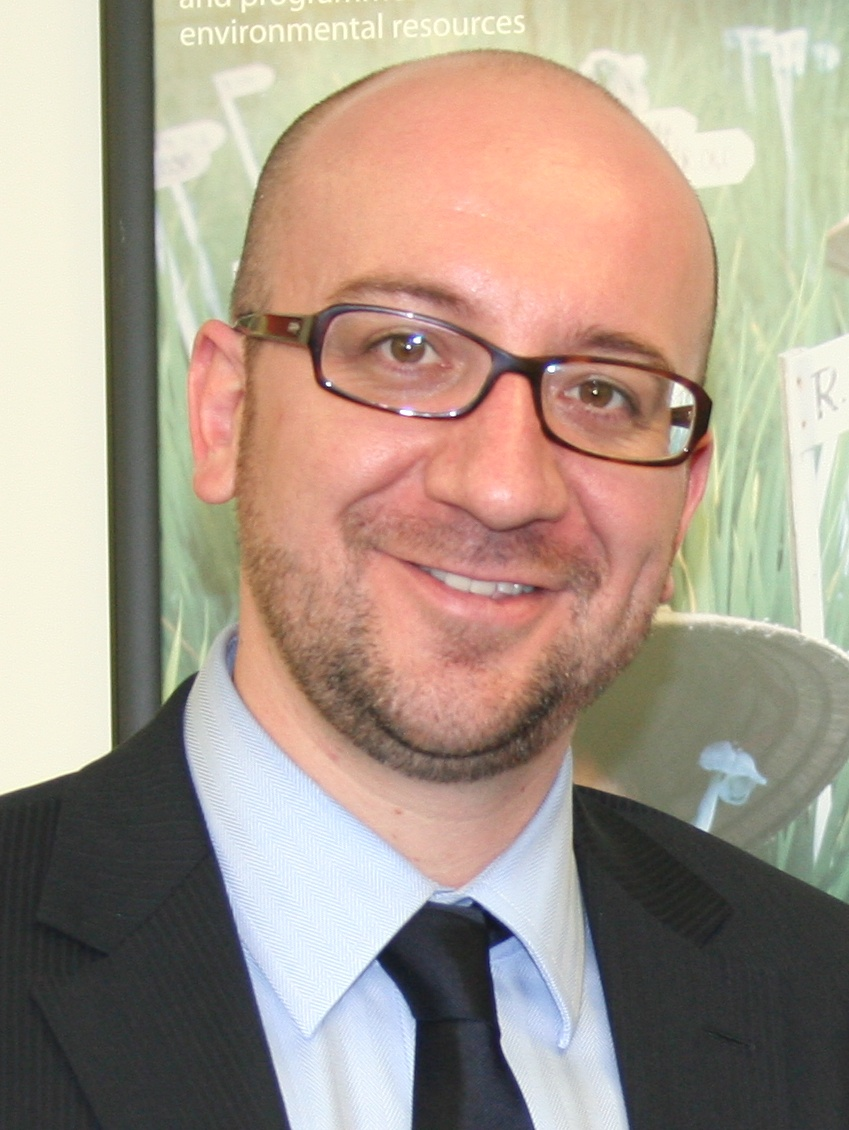
欧盟 夏尔·米歇尔
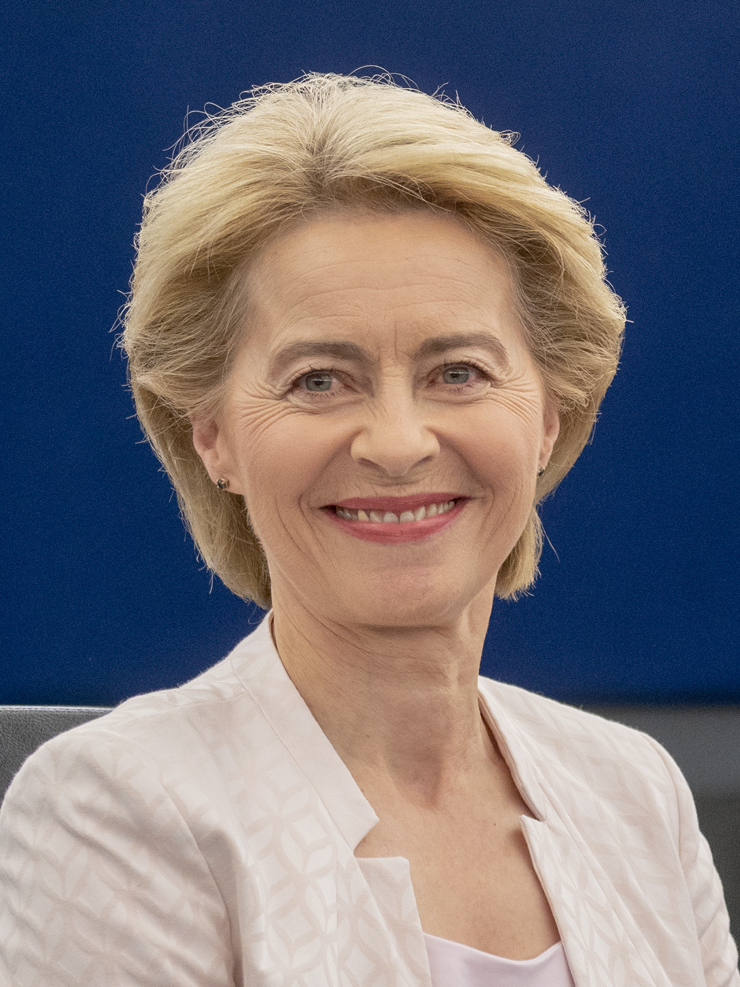
欧盟 乌尔苏拉·冯德莱恩

### 嘉賓國領導人

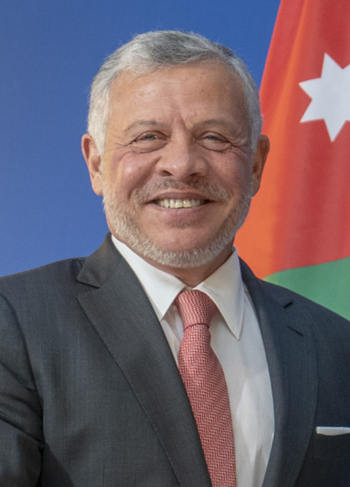
JOR國王 阿卜杜拉二世 受邀嘉宾
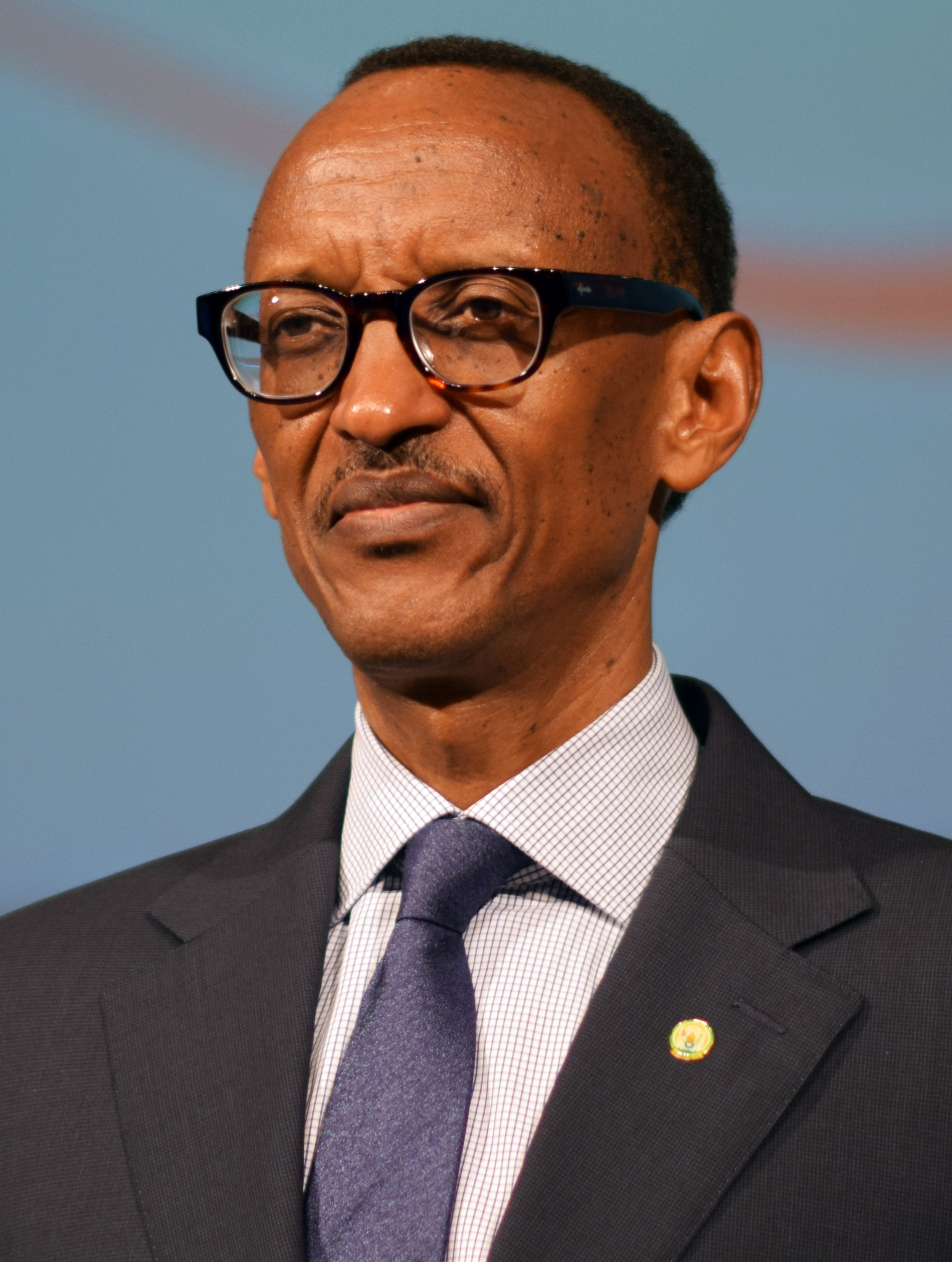
RWA總統 保羅·卡加梅 2020年非洲發展新夥伴關係輪值主席
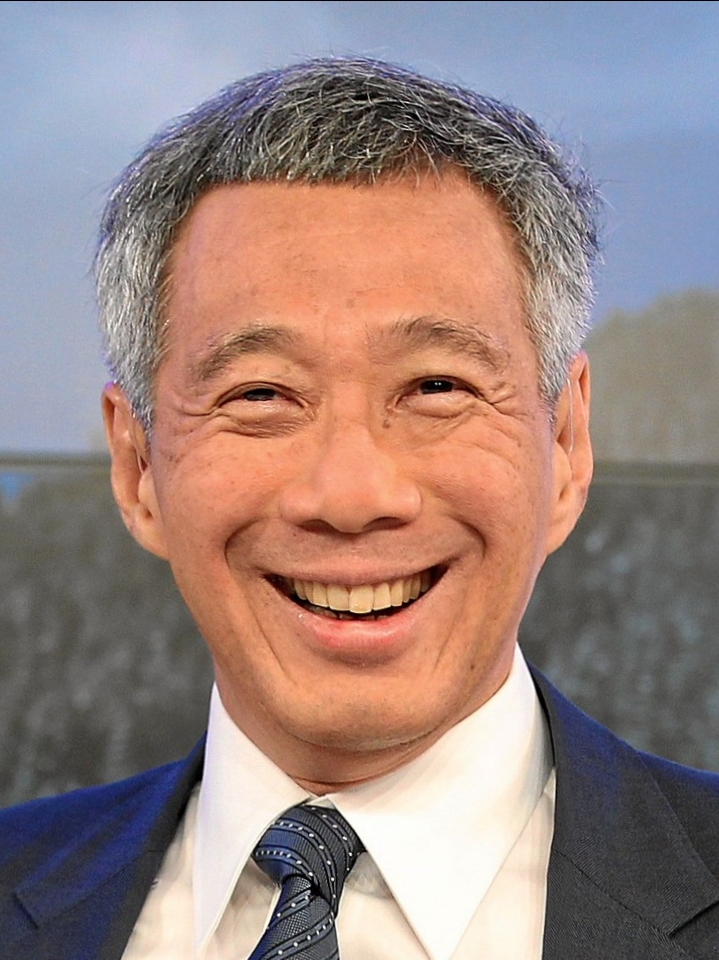
SGP總理 李显龙 受邀嘉宾
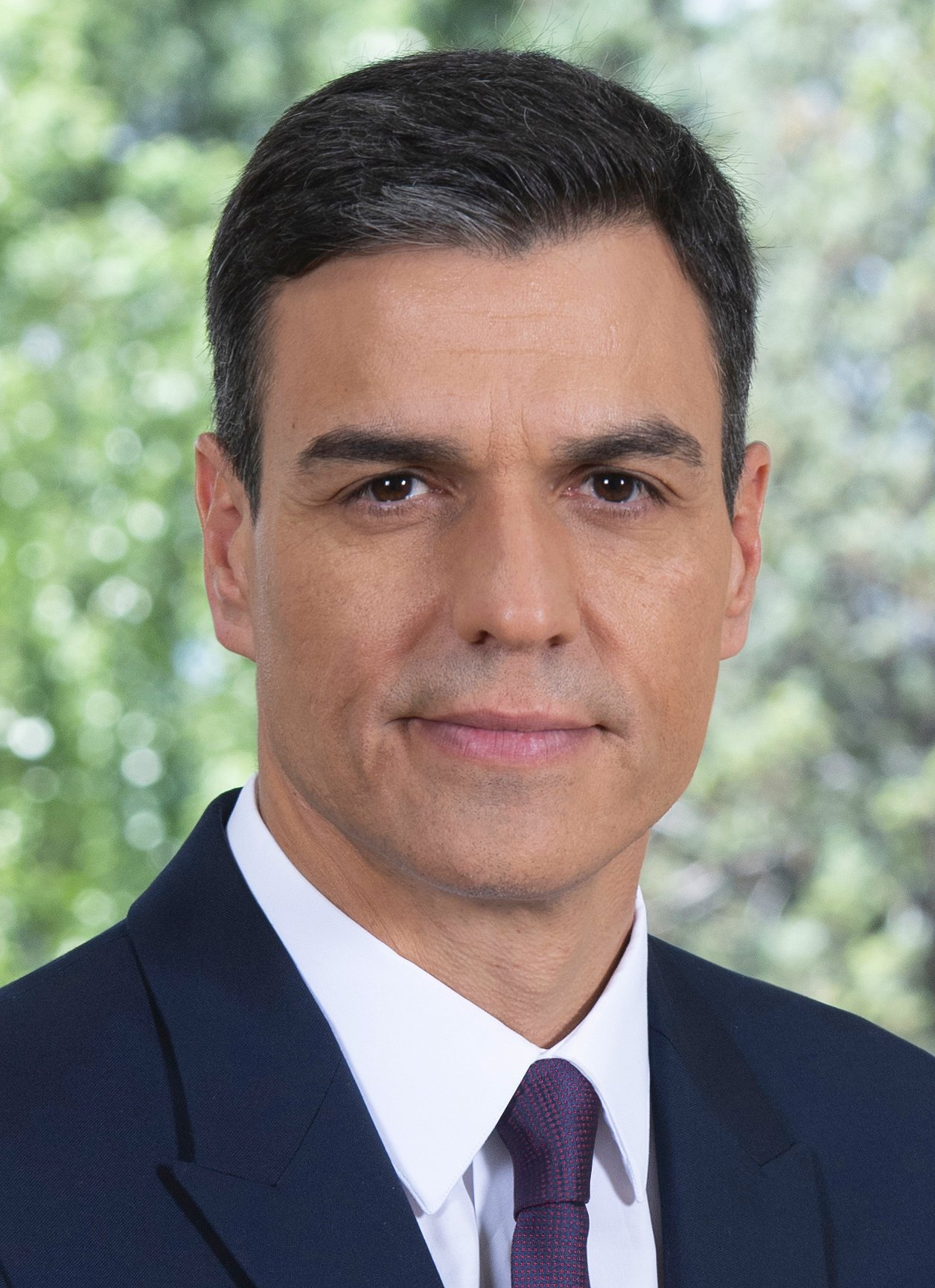
ESP首相 佩德羅·桑切斯 永久受邀嘉賓
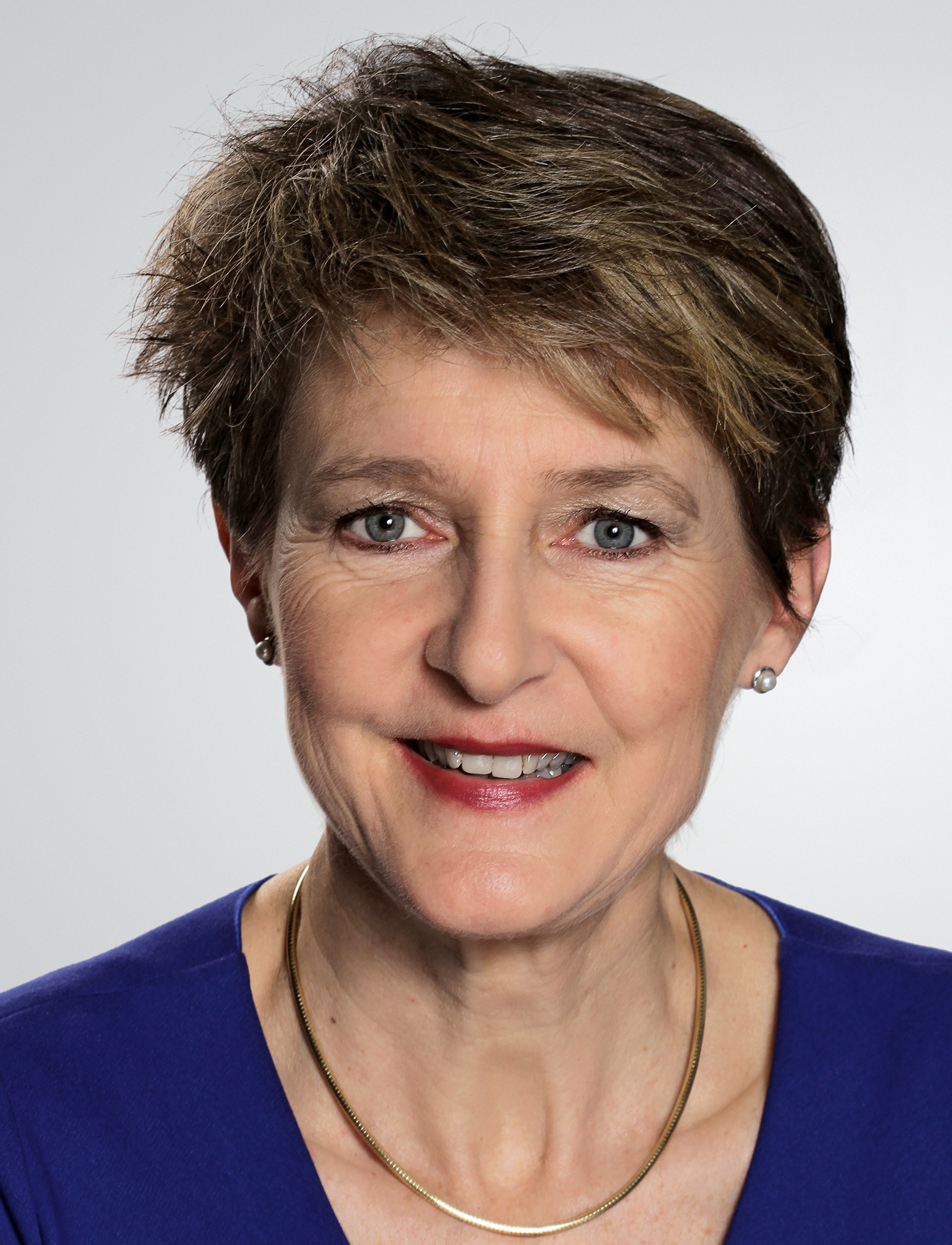
CHE聯邦主席 西莫內塔·索馬魯加 受邀嘉宾
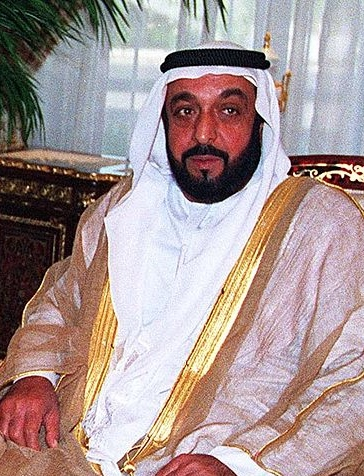
UAE總統 哈利法·本·扎耶德·阿勒纳哈扬 2020年海湾阿拉伯国家合作委员会輪值主席
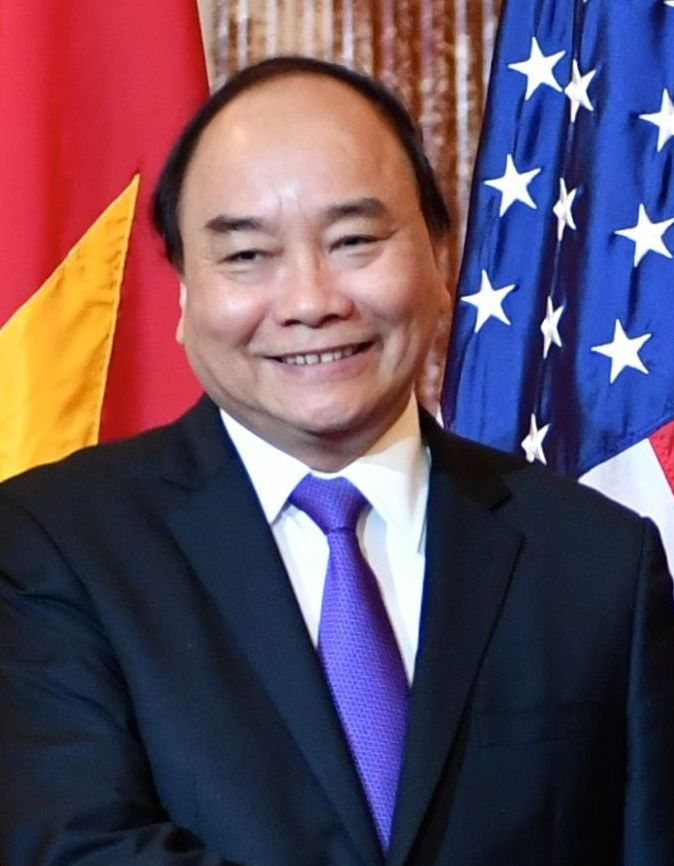
VIE總理 2020年東南亞國家協會輪值主席 阮春福

- 约旦國王
阿卜杜拉二世
受邀嘉宾
- 卢旺达總統
保羅·卡加梅
2020年非洲發展新夥伴關係輪值主席
- 新加坡總理
李显龙
受邀嘉宾
- 西班牙首相
佩德羅·桑切斯
永久受邀嘉賓
- 瑞士聯邦主席
西莫內塔·索馬魯加
受邀嘉宾
- 阿联酋總統
哈利法·本·扎耶德·阿勒纳哈扬
2020年海湾阿拉伯国家合作委员会輪值主席
- 越南總理
2020年東南亞國家協會輪值主席
阮春福

## 主办国领导人
G20利雅得峰会将由沙特国王萨勒曼·本·阿卜杜勒-阿齐兹·阿勒沙特主持：
沙特阿拉伯王国于2019年12月担任20国集团轮值主席国，直到2020年11月21日至22日在利雅得举行的领导人峰会。沙特阿拉伯王国将以“实现所有人的21世纪机遇”为主题指导20国集团的工作。 并将着重于以下三个目标：
- 赋权于人：通过创造所有人，特别是妇女和青年人可以生活，工作和繁荣的条件。
- 塑造新领域：通过促进保护我们全球公域的集体努力来。
- 保护地球：通过采取长期和大胆的战略来分享创新和技术进步的收益来。

纪念：沙特阿拉伯发行了20里亚尔的纪念钞，以纪念沙特担任此次20国集团峰会主席。